# Csóka Béla (operaénekes)
Csóka Béla Antal (Budapest, 1898. július 4. – Budapest, 1972. július 2.) operaénekes (bariton), a Zeneakadémia és egy tanévben a Színház- és Filmművészeti Főiskola énektanára volt.

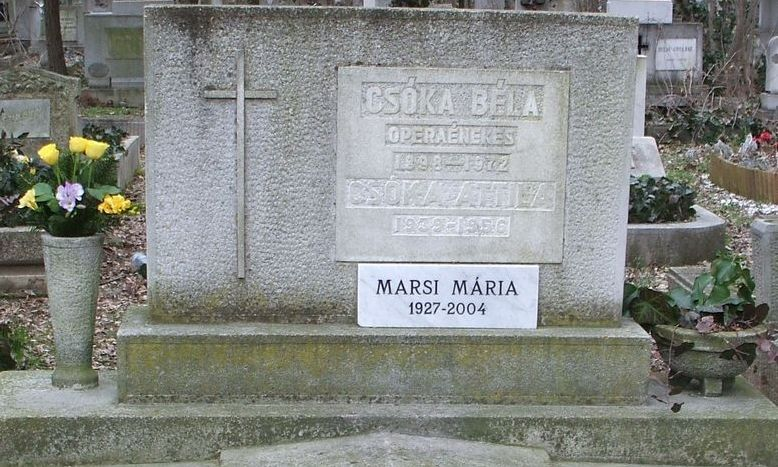
Csóka Béla sírja az Új köztemetőben

## Élete
Édesapja géplakatos, édesanyja kiszolgáló volt egy cukrászdában. Bátyja muzsikus volt. 1917-ben Jakoby Antalnál kezdett magánúton énekelni tanulni, majd a következő évtől a Zeneakadémián Sik József és Szabados Béla növendéke lett. A színpadijáték-tanára Hegedűs Gyula volt.
A végzés után, az 1923–24-es évadban szerződtette a Operaház. Két szezon után a Városi Színház taglai közé került. 1933-ban a debreceni színház operatagozatához szerződött. Az 1930-as években számos alkalommal szerepelt külföldön. 1936-ban, Dohnányi Ernő megbízásából lett a Zeneakadémia tanárképző karának óraadója, később átkerült a művészképző énekszakára. 1941-től 1948-ig ismét a budapesti Opera tagja lett (1944-ig a debreceni elfoglaltságával párhuzamosan). Az akadémián 1966-os nyugalomba vonulásáig oktatott. Az 1950–51-es tanévben a Színház- és Filmművészeti Főiskolának is hangképző- és énektanára volt.
Tizenhat év kihagyás után, 1964-től ismét színpadra lépett a debreceni színházban. Tanított a város Kodály Zoltán Zeneművészeti Szakközépiskolájában, 1967-ben a szegedi Tömörkény István Gimnázium tanára lett. Itt volt diákja Tokody Ilona.
Sírja az Új köztemetőben található [156–1–146/147].
Nagy kultúrájú lírai bariton volt, szerepelt mint nóta- és „rádióénekes”. Vezetett amatőr kórusokat, mellette volt zeneiskolai szakfelügyelő is.

## Szerepei
- Georges Bizet: Carmen – Morales
- Erkel Ferenc: Bánk bán – Tiborc; II. Endre király
- Umberto Giordano: André Chénier – Fléville
- Goldmark Károly: Sába királynője – Baál Hanán
- Charles Gounod: Faust — Valentin; Wagner
- Engelbert Humperdinck: Jancsi és Juliska – Peter
- Ruggero Leoncavallo: Bajazzók — Silvio
- Ruggero Leoncavallo: Zazà – Michelin
- Jules Massenet: Manon – De Brétigny
- Giacomo Meyerbeer: A hugenották – Nevers grófja
- Giacomo Meyerbeer: A próféta – Mathison
- Wolfgang Amadeus Mozart: Figaro lakodalma – Almaviva gróf
- Jacques Offenbach: Hoffmann meséi – Schlemil
- Poldini Ede: Farsangi lakodalom – Negyedik úrfi
- Giacomo Puccini: Bohémélet — Marcel
- Giacomo Puccini: Tosca – Scarpia báró
- Giacomo Puccini: A Nyugat lánya – Sid
- Gioachino Rossini: A sevillai borbély — Figaro
- Giuseppe Verdi: Ernani — V. Károly
- Giuseppe Verdi: Luisa Miller — Miller
- Giuseppe Verdi: A trubadúr – Luna gróf
- Giuseppe Verdi: Rigoletto – Monterone gróf; Ceprano gróf
- Giuseppe Verdi: La Traviata — Georges Germont; D’Obigny márki
- Giuseppe Verdi: Aida – Amonasro
- Carl Maria von Weber: A bűvös vadász – Ottokar

## Filmjei
- Tomi, a megfagyott gyermek (1937)
- Az aranyember (1962)